# Eddie Pope

George Edward « Eddie » Pope, né le 24 décembre 1973 à Greensboro en Caroline du Nord, est un joueur international américain de soccer. Il joue au poste de défenseur en Major League Soccer tout au long de sa carrière professionnelle. Il est élu défenseur de l'année de MLS en 1997 et remporte le trophée du fair-play de la MLS en 2004.

## Biographie

### Parcours en sélection
Il obtient sa première sélection en 1996 et en totalise 82 (et huit buts) jusqu'à 2006.
Pope participe à trois Coupe du monde en 1998, 2002 et 2006 avec l'équipe des États-Unis.

## Palmarès

### En club
D.C. United
- Vainqueur de la Coupe MLS en 1996, 1997 et 1999
- Vainqueur de la Coupe des États-Unis en 1996
- Vainqueur du Supporters' Shield en 1997 et 1999
- Vainqueur de la Copa Interamericana en 1998
- Vainqueur de la Coupe des champions de la CONCACAF en 1998
- Finaliste de la Coupe MLS en 1998
- Finaliste de la Coupe des États-Unis en 1997
- Finaliste de la Coupe des géants de la CONCACAF en 2001

 MetroStars
- Finaliste de la Coupe des États-Unis en 2003

### En sélection
États-Unis
- Vainqueur de la Gold Cup en 2005
- Finaliste de la Gold Cup en 1998

### Distinctions individuelles
- Nommé sur l'Équipe-type de la Major League Soccer en 1997, 1998, 2003 et 2004
- Nommé défenseur de l'année de MLS en 1997
- Trophée du fair-play de la MLS en 2004
- Intronisé au National Soccer Hall of Fame en 2011